# Shane Churla
Shane Churla (né le 24 juin 1965 à Fernie, dans la province de la Colombie-Britannique au Canada) est un joueur professionnel canadien de hockey sur glace qui évoluait au poste d'ailier droit.

## Carrière
Churla a été choisi par les Whalers de Hartford à la 110e position du repêchage d'entrée dans la LNH 1985. Après deux saisons passées dans la Ligue de hockey de l'Ouest avec Tigers de Medicine Hat, Churla fit ses débuts professionnels avec les Whalers de Binghamton dans la Ligue américaine de hockey en 1985–86. Ses débuts dans la Ligue nationale de hockey datent de la saison 1986-1987 avec les Whalers avec qui il joua vingt matchs. Après deux matchs de plus avec les Whalers pendant la saison suivante, il fut échangé aux Flames de Calgary.
Au cours de la saison 1988-1989, il fut à nouveau échangé, cette fois aux North Stars du Minnesota. Il fit ensuite partie des joueurs impliqués dans le Repêchage d'expansion de la LNH 1991, choisi par San José dans l'effectif des North Stars mais renvoyé aux North Stars quelques jours plus tard contre Kelly Kisio.
Churla resta avec les North Stars quand ceux-ci devinrent les Stars de Dallas. En 1995-1996, il joua pour trois équipes différentes : les Stars, les Rangers de New York et les Kings de Los Angeles. Il prit sa retraite après une ultime saison avec les Rangers.
En tant qu'enforcer il accumula 2 301 minutes de pénalité en 488 matchs dans la LNH. Il détient le record de la plus haute moyenne de pénalité par match avec ses 4,72 minutes par match, battant ainsi le record de Chris Nilan qui était de 4,42 minutes par match.

## Parenté dans le sport
Son frère Russ joua également au hockey une saison dans la LHOu.
Il est le cousin de l'ancien quarterback de la National Football League Mark Rypien.

## Statistiques
Pour les significations des abréviations, voir Statistiques du hockey sur glace.
| Saison     | Équipe                     | Ligue      |     | Saison régulière | Saison régulière | Saison régulière | Saison régulière | Saison régulière |    | Séries éliminatoires | Séries éliminatoires | Séries éliminatoires | Séries éliminatoires | Séries éliminatoires |
| Saison     | Équipe                     | Ligue      | PJ  | B                | A                | Pts              | Pun              | PJ               | B  | A                    | Pts                  | Pun                  |                      |                      |
| 1983-1984  | Tigers de Medicine Hat     | LHOu       | 48  | 3                | 7                | 10               | 115              | 14               | 1  | 5                    | 6                    | 41                   |                      |                      |
| 1984-1985  | Tigers de Medicine Hat     | LHOu       | 70  | 14               | 20               | 34               | 370              | 9                | 1  | 0                    | 1                    | 55                   |                      |                      |
| 1985-1986  | Whalers de Binghamton      | LAH        | 52  | 4                | 10               | 14               | 306              | 3                | 0  | 0                    | 0                    | 22                   |                      |                      |
| 1986-1987  | Whalers de Binghamton      | LAH        | 24  | 1                | 5                | 6                | 249              | --               | -- | --                   | --                   | --                   |                      |                      |
| 1986-1987  | Whalers de Hartford        | LNH        | 20  | 0                | 1                | 1                | 78               | 2                | 0  | 0                    | 0                    | 42                   |                      |                      |
| 1987-1988  | Whalers de Binghamton      | LAH        | 25  | 5                | 8                | 13               | 168              | --               | -- | --                   | --                   | --                   |                      |                      |
| 1987-1988  | Whalers de Hartford        | LNH        | 2   | 0                | 0                | 0                | 14               | --               | -- | --                   | --                   | --                   |                      |                      |
| 1987-1988  | Flames de Calgary          | LNH        | 29  | 1                | 5                | 6                | 132              | 7                | 0  | 1                    | 1                    | 17                   |                      |                      |
| 1988-1989  | Flames de Calgary          | LNH        | 5   | 0                | 0                | 0                | 25               | --               | -- | --                   | --                   | --                   |                      |                      |
| 1988-1989  | North Stars du Minnesota   | LNH        | 13  | 1                | 0                | 1                | 54               | --               | -- | --                   | --                   | --                   |                      |                      |
| 1988-1989  | Golden Eagles de Salt Lake | LIH        | 32  | 3                | 13               | 16               | 278              | --               | -- | --                   | --                   | --                   |                      |                      |
| 1989-1990  | North Stars du Minnesota   | LNH        | 53  | 2                | 3                | 5                | 292              | 7                | 0  | 0                    | 0                    | 44                   |                      |                      |
| 1990-1991  | North Stars du Minnesota   | LNH        | 40  | 2                | 2                | 4                | 286              | 22               | 2  | 1                    | 3                    | 90                   |                      |                      |
| 1991-1992  | North Stars du Minnesota   | LNH        | 57  | 4                | 1                | 5                | 278              | --               | -- | --                   | --                   | --                   |                      |                      |
| 1992-1993  | North Stars du Minnesota   | LNH        | 73  | 5                | 16               | 21               | 286              | --               | -- | --                   | --                   | --                   |                      |                      |
| 1993-1994  | Stars de Dallas            | LNH        | 69  | 6                | 7                | 13               | 333              | 9                | 1  | 3                    | 4                    | 35                   |                      |                      |
| 1994-1995  | Stars de Dallas            | LNH        | 27  | 1                | 3                | 4                | 186              | 5                | 0  | 0                    | 0                    | 20                   |                      |                      |
| 1995-1996  | Stars de Dallas            | LNH        | 34  | 3                | 4                | 7                | 168              | --               | -- | --                   | --                   | --                   |                      |                      |
| 1995-1996  | Kings de Los Angeles       | LNH        | 11  | 1                | 2                | 3                | 37               | --               | -- | --                   | --                   | --                   |                      |                      |
| 1995-1996  | Rangers de New York        | LNH        | 10  | 0                | 0                | 0                | 26               | 11               | 2  | 2                    | 4                    | 14                   |                      |                      |
| 1996-1997  | Rangers de New York        | LNH        | 45  | 0                | 1                | 1                | 106              | 15               | 0  | 0                    | 0                    | 20                   |                      |                      |
| Totaux LNH | Totaux LNH                 | Totaux LNH | 488 | 26               | 45               | 71               | 2 301            | 78               | 5  | 7                    | 12                   | 282                  |                      |                      |